# ERC (ソフトウェア)
ERCはGNU Emacsに組み込まれているIRCクライアントであり、Emacs Lispで書かれている。

## 機能
ERCにはメッセージのタイムスタンプ、自動チャンネル参加、フラッドコントロール、ニックネームとコマンドの自動補完機能が含まれているs。ERCでは、会話の追跡のためにニックネームとテキストをハイライトしたり、制御文字をハイライトしてオプションで削除したり、URL、ニックネーム、テキストをボタンに変換することができる。入力履歴や、サーバーおよびチャンネルごとに個別のバッファーが利用できる。通知には、Emacsモードラインでのチャンネルアクティビティ、ユーザーのオンラインステータス、非表示の会話のチャンネル追跡が含まれる。ERCは多言語対応で、起動時にスクリプトの自動読み込みが行われる。
ERCはモジュール式のデザインであり、autoaway、fill(長い行を分割)、log(チャットバッファーを保存)、spelling、bbdb(ERCをEmacsのBBDBに接続して連絡先管理を行う)、replace(メッセージ内の特定のテキストを自動置換する)など、デフォルトで多くの機能が数十の読み込み可能なモジュールに実装されている。ERCは、暗号化されたIRC通信のためにSSL/TLSをサポートしている。

## 歴史
GNUプロジェクトによると、ERCは最初にAlexander L. BelikoffとSergey Berezinによって開発された  。Berezinは、ERCは「もともとAlexander L. Belikoffによって書かれ、その後私がさまざまな点で改良し、バージョン2.0となった」と記している。2人は1999年に開発を中止した。Mario Langは、2001年の時点でERCが「明らかに放棄されていた」ため、彼とAlexander Schroederがそれを引き継いでERC SourceForgeプロジェクトを作成したと述べている。Berezinは、新たな取り組みのニュースに前向きに反応し、新しい開発者に管理を委ねた。その後数年間で、バージョン2.1、3、4、5、5.1がリリースされた。ERCの開発は2006年5月にSourceForgeからGNUに移行し  、ERCは2007年6月3日にEmacsリリース22.1に正式に組み込まれた。現在、ERCの開発はEmacsのソースコードツリー内で行われている。

## 関連する取り組み
ERCはEmacsディストリビューションに含まれる2つのIRCクライアントのうちの1つであり、もう1つはrcircである。CirceとZenIRCもEmacsベースのIRCクライアントである。作者によると、CirceはアクティビティトラッカーなどのERCのアイデアを取り入れており、ERCが「デバッグや改善が困難」になったために開発された。